# Stadion Samorządowego Ośrodka Sportu i Rekreacji w Nowej Dębie
Stadion Samorządowego Ośrodka Sportu i Rekreacji – stadion piłkarski w Nowej Dębie, w Polsce. Może pomieścić 2000 widzów (w tym 1200 miejsc siedzących). Swoje spotkania rozgrywają na nim piłkarze klubu Stal Nowa Dęba.